# Oonops hasselti
Oonops hasselti là một loài nhện trong họ Oonopidae.
Loài này thuộc chi Oonops. Oonops hasselti được Embrik Strand miêu tả năm 1906.